# Медвидь, Габор
Га́бор Ме́двидь (венг. Medvigy Gábor; 18 мая 1957, Будапешт — 27 августа 2023) — венгерский кинооператор.

## Биография и творчество
Дебютировал в фильмах Белы Тарра и, по отзывам критики, мастерски воплотил средствами черно-белого кино его сновидческую поэтику. Работал с крупными представителями авторского кинематографа Венгрии. Номинант и лауреат ряда национальных и международных премий.

## Избранная фильмография
- 1987: Проклятие/ Kárhozat (Бела Тарр)
- 1990: Последний корабль/ Utolsó hajó (Бела Тарр, короткометражный)
- 1991: Пути смерти и ангелы/ Halálutak és angyalok (Золтан Камонди)
- 1994: Сатанинское танго (Бела Тарр)
- 1996: Ребята, давайте любить друг друга!/ Szeressük egymást, gyerekek! (фрагмент «Венгерская пицца!», Карой Макк)
- 1997: Долгие сумерки[вд] / Hosszú alkony (Аттила Яниш)
- 1997: На качелях/ Auf der Kippe (Андрей Шварц)
- 1999: Алхимик и дева/ Az alkimista és a szüz (Золтан Камонди, премия Венгерской кинокритики)
- 2000: Гармонии Веркмайстера (Бела Тарр)
- 2002: Искушения/ Kísértések (Золтан Камонди, премия лучшему оператору на Неделе венгерского кино)
- 2002: Хорошие люди/ Chacho Rom (Ильдико Сабо)
- 2004: На следующий день/ Másnap (Аттила Яниш, премия лучшему оператору на Неделе венгерского кино)
- 2006: Mansfeld (Андор Силадьи)
- 2007: Обломок/ Töredék (Дьюла Маар, премия Венгерской кинокритики)
- 2007: Долина (Золтан Камонди, Бронзовая камера и специальный диплом на МКФ имени братьев Манаки, премия лучшему оператору на фестивале Фантаспорто, премия Венгерской кинокритики)
- 2010: Так или иначе/ Így, ahogy vagytok (Карой Макк)